# SPSS
SPSS는 통계적 분석과 데이터 마이닝 등에 사용하는 통계 분석 프로그램 모음이다. SPSS는 "Statistical Package for the Social Sciences"(사회과학을 위한 통계 처리)의 첫 글자를 따서 지었다. 1968년 처음 개발한 후 SPSS주식회사(SPSS Inc.)가 2009년까지 개발과 판매를 했다. 현재는 거대 기업인 IBM이 흡수하여 회사명을 IBM SPSS 스테티스틱스(IBM SPSS Statistics)로 변경하였고, IBM에서 SPSS를 개발 및 판매한다.

## 개요
SPSS는 사회과학 연구자들을 위한 통계 분석 앱으로 시작했다. 초기부터 현재까지 대학 이상 수준 학술연구를 위한 앱으로 사회학, 정치학과 경제학과 경영학 분야 등에서 널리 사용한다. 현재는 기업의 시장조사와 정부활동 통계 분석, 보건분야에서도 사용하며, 대다수의 조사전문 기관에서 활용한다. 대학의 사회과학 분야와 정치, 경제, 경영 분야를 시작하며 학습하는 통계 기법은 SPSS를 활용하여 강의할 정도이다.
기본적인 통계 기능에서 점차 그 영역을 확대하였고 현재는 구조방정식을 활용하는 IBM AMOS와 연동한다.
현재 SPSS의 기본적 앱 기능은 아래와 같다.
- 기술 통계: 교차표, 빈도, 기술 자료, 탐색, 기술 비율 통계
- 이변량 통계: 평균, t-검정, 분산 분석, 상관 관계(이변량, 부분, 거리), 비모수 검정, 베이지안 분석
- 수치 결과 예측: 선형 회귀 분석
- 집단 식별 예측: 요인 분석, 클러스터 분석(단계, K-평균, 위계적), 차별성 예측
- 지리적 공간분석, 시뮬레이션
- R 확장(GUI), 파이썬(Python)

이외 다양한 기능을 추가하고 확장 가능하다. 과거 SPSS가 구조적으로 대형 자료를 분석하기 어려워 데이터 마이닝이나 빅데이터 분석이 부정확하다는 단점을 지적했었다. 현재는 IBM AMOS와 연동하여 구조방정식 모형을 사용하므로 이러한 단점은 사라졌고, 대부분의 마케팅과 사회 조사기관이 데이터 마이닝과 빅데이터 분석에 SPSS를 활용한다.

## 개발 및 성장
1968년 스탠퍼드 대학교 정치학 박사과정이었던 노먼 니(Norman H. Nie) 박사가 통계 경로와 구조를 구상하고, 컴퓨터 공학자였던 데일 벤트(Dale H. Bent)와 해들레이 헐(C. Hadlai Hull)과 개발하였다. 개발 초기에 펀칭카드를 이용한 데이터 관리 방식을 사용하였다. SPSS 메인프레임에 접속하여 명령어를 입력해 사용하는 방식이었다. 노먼 니 박사는 대학교에서 연구교수로 재직하며 개발자들과 함께 SPSS주식회사를 설립하여 운영하였고, 지속적인 기능 향상과 통계적 기법을 개량하였다. 10판 SPSS 이후에 점차 PC, 맥, 윈도우에 사용하는 프로그램으로 발전하였고, 다양한 그래픽 기능을 추가하였다.

## 현재
2024년 SPSS 30판을 AMOS와 함께 발매하였다. 2009년 IBM이 인수한 이후 IBM의 중요한 기업 관리 운영 컨설팅 소프트웨어로 자리매김하였다. 현재 판매하는 기업용 SPSS는 데이터 마이닝과 텍스트 분석, 빅데이터 관리까지 가능하며, 조사기법의 다양한 개발 방법 기능까지 갖추었다.

## 같이 보기
- R
- PSPP